# 盛一大
盛 一大（もり かずひろ、ラテン文字表記:Kazuhiro Mori、1982年9月17日 - ）は、日本の自転車競技選手。千葉県我孫子市出身。茨城県立取手第一高等学校、日本大学を経て、現在愛三工業レーシング所属。

## 略歴
自転車競技を始めたのは高校入学後。本人はトレッキング的なMTBをやりたくて自転車部の門を叩くが、取手一高はトラックレースの強豪校であり、なりゆきでトラックレースをやらされることとなってしまった。
2006年のUCIトラックワールドカップクラシックスが、国際大会のトラックレースとしては初参加となったが、第4戦のシドニー大会・ポイントレースで2位に入り、同年の世界選手権（ボルドー）出場。世界選手権の同種目では7位入賞を果たした。
2008年の世界選手権・スクラッチでは、残りあと4周付近でスパートをかけて一時は独走状態に持ち込み、最終バックストレッチ付近まで先頭に立った。最後は惜しくも6位に終わったものの、その健闘ぶりに場内の観客から大きな喝采を受けた。
2009年のトラックワールドカップ第5戦、コペンハーゲン大会・スクラッチにおいて、2位のフランコ・マルブリらを破って優勝。同大会の中長距離種目として、日本人選手初の優勝を果たした。また同年の世界選手権・スクラッチでは5位入賞。7位のマーク・カヴェンディッシュに先着した。同年6月14日に行われた全日本自転車競技選手権大会の個人タイムトライアルを制した。
2010年、トラックレース世界選手権・スクラッチにおいて、優勝のアレックス・ラスムセン、2位のフアン・エステバン・アランゴとともに他選手を周回遅れにし、最後は3位でフィニッシュ。同種目同大会において、日本人選手として17年ぶりのメダル獲得を果たした。

## 主な戦績
ロードレース
2005年
ツール・ド・北海道・プロローグ 1位
全日本自転車競技選手権大会ロードレース・個人タイムトライアル 2位
ツール・ド・チャイナ・総合6位
2006年
ツール・ド・北海道・プロローグ 1位
ツール・ド・おきなわ 2位
アジア競技大会ロードレース・チームタイムトライアル 3位
2007年
ツール・ド・おきなわ 2位
2008年
ツール・ド・北海道 区間2勝（第2、3ステージ）
2009年
 全日本自転車競技選手権大会・個人タイムトライアル 優勝
ツール・ド・北海道 総合3位、区間1勝（第1）
東アジア競技大会・団体ロードレース 優勝
2010年
ツアー・オブ・イースト・チャイナ・シー 優勝
2011年
ツール・ド・おきなわ 総合優勝
トラックレース
2006年
UCIトラックワールドカップクラシックス第3戦シドニー大会・ポイントレース 2位
世界選手権自転車競技大会・ポイントレース 7位
2007年
アジア選手権
ポイントレース 2位
マディソン 2位
2008年
世界選手権自転車競技大会・スクラッチ 6位
アジア選手権
ポイントレース 2位
団体追抜 3位
2009年
ワールドカップ第5戦コペンハーゲン大会・スクラッチ 優勝
世界選手権自転車競技大会・スクラッチ 5位
アジア選手権
ポイントレース 2位
マディソン 2位
2010年
世界選手権・スクラッチ 3位
2011年
アジア選手権
オムニアム 3位
2012年
アジア選手権
ポイントレース 優勝

## 特徴
思いっきりのいい走りが身上の選手で、日本人のロードレース選手としては珍しいアタッカータイプの選手でもある。加えてスプリント力もある。また、トラックレースにおいても力をつけている。トラックレースのポイントレース、スクラッチでは、常にラップを奪いにいく（他選手を周回遅れにさせる）姿勢を崩さず、同種目の上位常連選手に全くヒケを取らない走りを見せて上記の通りの実績を挙げている。